# Mixosaurus
Mixosaurus var ett släkte ichthyosaurier som levde under mitten av trias. Fossil från Mixosaurus har påträffats i Kina, Indonesien, i Alperna (Schweiz), på Svalbard, i Alaska, Nevada, Kanada samt i Arktis.
Mixosaurus blev omkring en meter lång. Den hade en fena på ryggen; en rudimentär fena bak och benen ombildade till korta paddlar samt en fiskliknande kroppsform. På varje ben fanns långa beniga tår. Käkarna var långa och smala med en mängd vassa tänder och Mixosaurus fångade främst fisk.